# Ouarkoye
Ouarkoye ist sowohl eine Gemeinde (französisch commune rurale) als auch ein dasselbe Gebiet umfassendes Departement im westafrikanischen Staat Burkina Faso in der Region Boucle du Mouhoun und der Provinz Mouhoun. Die Gemeinde umfasst 24 Dörfer mit insgesamt 38.938 Einwohnern.
In Ouarkoye wird Baumwolle angebaut.